# 夢のパレード
「夢のパレード」（ゆめのパレード）は、2016年10月12日にGIZA studioから発売された、植田真梨恵のメジャー6枚目のシングル。

## 概要
- ジャケットでは、靄がかかった真夜中、ひと気のない大きな木の下に赤いパジャマで佇む植田が浮かび上がっている[1]。
- 初回限定盤のみ「植田真梨恵のまわりくるめロケ -UTAUTAU vol.2おまけ集-」を収録したDVD付き[2]。
- 通常盤は#5に隠しトラックがある。

## 収録曲
全曲　作詞・作曲：植田真梨恵
1. 夢のパレード
編曲：徳永暁人
2. サイハロー -autumn ver.-
編曲：西村広文
3. 210号線
編曲：岡本仁志
4. 夢のパレード –off vo.–
5. 210号線 –off vo.–

## レコーディング参加
鶴澤夢人 - ギター (#1)
岡本仁志 - ギター、ベース、プログラミング、コーラス (#3)
徳永暁人（doa） - ベース、ピアノ、オルガン、プログラミング (#1)
車谷啓介（Sensation） - ドラム (#1)
西村広文 - ピアノ (#2)
高久知也 - バイオリン (#2)